# Mansión de Dzērve
La Mansión de Dzērve (en letón: Dzērves muižas pils), también llamada Mansión de Lieldzērve (en alemán: Schloss Gross-Dserwen), es una casa señorial en la parroquia de Cīrava en el municipio de Kurzeme en la región histórica de Curlandia, en Letonia occidental.

## Historia
Los primeros propietarios de la Mansión fueron los barones von Derschau. La Mansión de Dzērve fue construida a principios del siglo XIX. Fue casi destruida por un incendio durante la revolución de 1905. Fue reconstruida entre 1906 y 1912 en estilo neoclásico según el proyecto del arquitecto-ingeniero Gvido Berči. La gran chimenea de azulejos blancos, la escalera y pasamanos originales del siglo XIX están bien conservados, así como elementos interiores decorativos posteriores del siglo XX. El complejo de la mansión también incluye un parque de 6,7 hectáreas en estilo de jardín inglés. Creado entre 1870-1880 en estilo inglés, está rodeado por avenidas de tilos y abedules. El parque tiene notables árboles, en particular robles y castaños de indias. En la actualidad la mansión alberga la Escuela Elemental de Dzērve.